# Kanton Plancoët
Der Kanton Plancoët (bretonisch: Kanton Plangoed) ist seit 1790 ein französischer Wahlkreis im Arrondissement Dinan im Département Côtes-d’Armor in der Region Bretagne; sein Bureau centralisateur befindet sich in Plancoët.

## Geschichte
Der Kanton entstand am 15. Februar 1790. Von 1801 bis 2015 gehörten neun Gemeinden zum Kanton Plancoët. Mit der Neuordnung der Kantone in Frankreich stieg die Zahl der Gemeinden 2015 auf 18. Nebst den bisherigen neun Gemeinden des alten Kantons Plancoët kamen acht der neun Gemeinden des bisherigen Kantons Plélan-le-Petit und eine Gemeinde aus dem Kanton Ploubalay hinzu.

## Lage
Der Kanton liegt im Nordosten des Départements Côtes-d’Armor.

## Gemeinden

### Kanton Plancoët seit 2015
Der Kanton besteht aus 17 Gemeinden mit insgesamt 19.499 Einwohnern (Stand: 1. Januar 2022) auf einer Gesamtfläche von 244,42 km²:
| Gemeinde               | Bretonisch          | Einwohner (2022) | Fläche (km²) | Code postal | Code Insee |
| ---------------------- | ------------------- | ---------------- | ------------ | ----------- | ---------- |
| Bourseul               | Boursaout           | 1.247            | 22,23        | 22130       | 22014      |
| Corseul                | Kersaout            | 2.270            | 41,74        | 22130       | 22048      |
| Créhen                 | Krehen              | 1.664            | 18,21        | 22130       | 22049      |
| La Landec              | Lannandeg           | 749              | 7,59         | 22980       | 22097      |
| Landébia               | Landebiav           | 442              | 3,55         | 22130       | 22096      |
| Languédias             | Langadiarn          | 558              | 8,61         | 22980       | 22104      |
| Languenan              | Langenan            | 1.160            | 15,95        | 22130       | 22105      |
| Plancoët               | Plangoed            | 3.095            | 11,49        | 22130       | 22172      |
| Plélan-le-Petit        | Plelann-Vihan       | 1.947            | 21,23        | 22980       | 22180      |
| Plorec-sur-Arguenon    | Ploareg             | 445              | 13,65        | 22130       | 22205      |
| Saint-Jacut-de-la-Mer  | Sant-Yagu-an-Enez   | 909              | 2,92         | 22750       | 22302      |
| Saint-Lormel           | Sant-Loheñvel       | 883              | 9,77         | 22130       | 22311      |
| Saint-Maudez           | Sant-Maodez         | 285              | 5,09         | 22980       | 22315      |
| Saint-Méloir-des-Bois  | Sant-Melar          | 272              | 6,13         | 22980       | 22317      |
| Saint-Michel-de-Plélan | Sant-Mikael-Plelann | 320              | 7,24         | 22980       | 22318      |
| Trébédan               | Trebêran            | 439              | 10,97        | 22980       | 22342      |
| Val-d’Arguenon         |                     | 2.814            | 38,05        | 22130       | 22237      |
| Kanton Plancoët        | Plangoed            | 19.499           | 244,42       | -           | 2214       |

## Veränderungen im Gemeindebestand seit 2016
2025: Fusion Pléven und Pluduno → Val-d’Arguenon

### Kanton Plancoët bis 2015
Bis 2015 umfasste der Kanton Plancoët neun Gemeinden:
| Gemeinde        | Bretonisch    | Einwohner | Fläche in km² | Code postal | Code Insee |
| --------------- | ------------- | --------- | ------------- | ----------- | ---------- |
| Bourseul        | Boursaout     | 1.247     | 22,23         | 22130       | 22014      |
| Corseul         | Kersaout      | 2.270     | 41,74         | 22130       | 22048      |
| Créhen          | Krehen        | 1.664     | 18,21         | 22130       | 22049      |
| Landébia        | Landebiav     | 442       | 3,55          | 22130       | 22096      |
| Languenan       | Langenan      | 1.160     | 15,95         | 22130       | 22105      |
| Plancoët        | Plangoed      | 3.095     | 11,49         | 22130       | 22172      |
| Pléven          | Pleven        | 609       | 9,73          | 22130       | 22200      |
| Pluduno         | Pludunoù      | 2.814     | 38,05         | 22130       | 22237      |
| Saint-Lormel    | Sant-Loheñvel | 883       | 9,77          | 22130       | 22311      |
| Kanton Plancoët | Plangoed      | 13.248    | 163,19        | -           | 2214       |

### Bevölkerungsentwicklung des alten Kantons bis 2015
| 1962   | 1968   | 1975   | 1982   | 1990   | 1999   | 2006   | 2012   |
| ------ | ------ | ------ | ------ | ------ | ------ | ------ | ------ |
| 10.488 | 10.395 | 10.537 | 11.121 | 11.249 | 11.221 | 12.230 | 13.222 |

## Politik
| Vertreter im conseil général des Départements | Vertreter im conseil général des Départements | Vertreter im conseil général des Départements |
| Amtszeit                                      | Name                                          | Partei                                        |
| --------------------------------------------- | --------------------------------------------- | --------------------------------------------- |
| 1970–1982                                     | Joseph Samson                                 | DVD                                           |
| 1982–1988                                     | Marcel Villalon                               | UDF                                           |
| 1988–2008                                     | Jean Gaubert                                  | PS                                            |
| 2008–2015                                     | Philippe Meslay                               | PS                                            |
| 2015–2021                                     | Marie-Christine Cotin Michel Desbois          | DVD                                           |
| 2021-                                         | Marie-Christine Cotin Michel Desbois          | DVD                                           |